# 金成マツ
金成 マツ（かんなり まつ、1875年〈明治8年〉11月10日 - 1961年〈昭和36年〉4月6日）は、アイヌの口承文芸・ユカㇻの伝承者、キリスト教伝道師。アイヌ名はイメカヌ/Imekanu、戸籍名は金成 广知、洗礼名はマリア。
北海道幌別郡幌別村（現：登別市本町）出身のアイヌ女性で、母はアイヌの口承文芸の名手と称された金成モナㇱノウㇰ、姪で養女に『アイヌ神謡集』を編訳した知里幸恵、甥にアイヌ語研究者の知里真志保。母から受け継いだアイヌ文学を大学ノート約2万ページに記録し、アイヌ文学研究者のインフォーマントとなった。1956年に無形文化財の技術保持者に認定され、紫綬褒章を受章。

## 生涯

### 幼少期
1875年11月10日、父・ハエリレと母・モナㇱノウㇰの長女として誕生。母は幌別村の総本家出身で、ユカㇻの名手として知られ、村の大事にあたって占いを行った女性でもあった。父も幌別の名家出身。この頃にアイヌに対して姓氏を名乗ることが義務付けられ、1876年ごろにマツの一家も金成姓を名乗るようになった。金成姓は、父方の叔母が嫁いだカンナリキが金成喜蔵を名乗ったことに因む。
1886年、父・ハエリレが病没する。財産は父方の親族に取られ、モナㇱノウㇰは一人でマツと妹・ナミを育てることになった。同年5月、ジョン・バチェラーが幌別に転居し従兄の金成太郎が増設した家に住む。1888年、バチェラーは幌別に、アイヌ児童教育施設・愛隣学校を設立する。バチェラーの幌別在住は1893年まで及んだ。1889年にマツは宣教師ネトルシップからミシンを教わるために函館に行く。
1891年、マツが大樽の上から転落し、樽の下敷きとなった。腰骨を骨折する大けがを負ったが、治療せずに我慢したために悪化し、両脚が不随になってしまう。以来、二本杖が手離せなくなった。

### キリスト教伝道師時代
1892年からバチェラーの援助で、函館・元町に開校した愛隣学校に姉妹で入学。7年の在学中に日本語の読み書き・算術・体操などと共に、ローマ字によるアイヌ語表記と聖書を学んだ。姉妹は特に成績が良かったと記録されている。1893年12月にバチェラーより洗礼を受ける。洗礼名はマリア。マツの信仰について金田一京助は「不思議な事にキリスト教の信仰とアイヌの信仰の両方を持ち、何の衝突も矛盾も感じずに暮らしている」と評している。
1898年、22歳で愛隣学校修了し、姉妹そろってバイブル・ウーマン（聖書研究指導員）として日高の平取村（現在の平取町）の教会に赴任した。マツは伝道について後に「一日も早くアイヌを啓蒙し、もっと立派な生活に導かねばならないと思います。それにはやはり宗教の力と教育の力による他無いと思います」と話している。1902年4月に、妹・ナミが知里高吉と結婚。当初はマツが求婚されたが障害を理由に断り、替わりナミを勧めたとされる。
1909年、旭川の近文講義所に転勤。近文聖公会日曜学校を運営して生徒に伝道する傍ら、女性には裁縫・編み物を教えていた。同じ頃にナミの長女知里幸恵（当時6歳）を養女として引き取った。幸恵を養女としたのは、ナミの結婚の条件として女の子が生まれたときは金成家を絶やさないために養女に貰い受ける約束があったという話や、幸恵の父が事故を起こして知里家の生活が困窮したとの話があるが、はっきり分かっていない。心細い幸恵を不憫に思ったモナㇱノウㇰも一緒に移住してきて、近文で女性3代の共同生活が始まった。マツは、尋常小学校でいじめを受けた幸恵に対し「和人に負けるな」と厳しく教育していたという。
マツは近文コタンで最も日本語が堪能で奉仕の精神に篤かったため、コタンの人々から代筆や相談事などで頼りにされた。マツは近文で女子青年団長・婦人矯風会会長・小学校保護者会副会長なども務めている。またマツの家は近文コタンで唯一新聞を購読していたため近隣の人々が集まり、モナㇱノウㇰはユカㇻを披露して楽しませていたと伝わっている。マツを知る人は後に、「あけっぴろげでエネルギッシュで綺麗な人だった」と回顧している。
1918年8月、アイヌ文学の研究を行っていた金田一京助がバチェラーの紹介を得て、モナㇱノウㇰとマツを訪ねてきた。この際にマツが金田一に幸恵の作文を見て欲しいと頼んだことが、幸恵がアイヌ文学研究に身を投じるきっかけとなった。
1920年3月、幸恵が旭川区立女子職業学校を卒業。1920年4月には、甥の知里真志保も旭川の学校に通うためにマツの家に居候をはじめ、4人の同居生活が始まる。この頃から幸恵は金田一から送られたノートにアイヌ文学をローマ字表記で筆録していくが、幸恵の時代には学校でアイヌ語のローマ字表記は教えられておらず、ローマ字表記を幸恵に教えたのはマツとされている。同年9月頃からマツの持病であったリウマチが悪化して病床につくようになった。
この頃、幸恵は村井曾太郎と結婚を約束した。二人の交際についてマツは自然に任せたのに対し、幸恵の母ナミは猛反対して姉妹の中が険悪になった。1922年5月、幸恵が『アイヌ神謡集』の編訳の為に上京し、客死する。幸恵の上京の理由について、後に金田一は、養母・マツと生母・ナミの争いから離れるためだったと話している。同じ頃に真志保は実家に帰り、マツとモナㇱノウㇰの2人暮らしとなる。

### アイヌ文学伝承者として

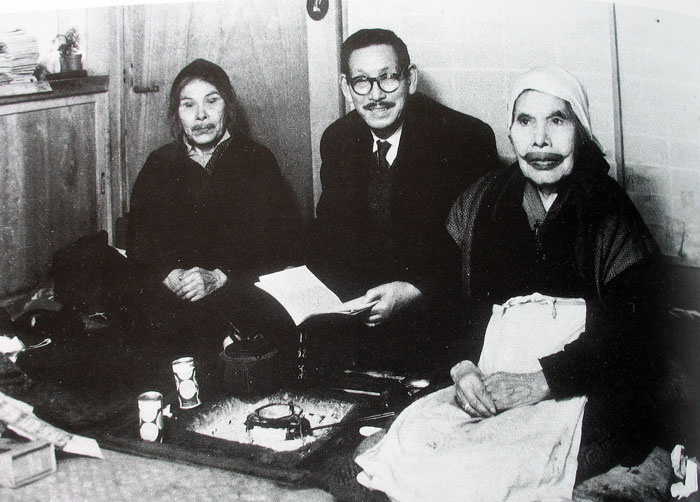
左からマツ、金田一京助、ナミ

1926年に、マツは日本聖公会の伝道師制度が変わったことを機に50歳で退職し、登別のナミ宅の隣に小さな家を建てて移住した。1927年には金田一がマツの元を訪れて『クトゥネ シㇼカ』を筆録している。1928年5月に幸恵の7回忌を期に上京し、金田一のインフォーマントとなるべく金田一邸に寄宿するが、東大助教授になったばかりの金田一が忙しくしていたため、マツは暇のあまり自発的にアイヌ文学とローマ字で筆記し始める。10月までにマツが記したアイヌ文学は5曲で、ノート10冊3万579行に及ぶ。
1931年4月、母・モナㇱノウㇰが死没する。1932年4月22日から、甥の真志保の為にアイヌ文学の筆録を始めた。真志保に宛てた筆録は1943年まで及び、記したアイヌ文学は214曲（ウエペケㇾ151曲、ユカㇻ6曲、シノチャやウポポなど58曲）に及ぶ。筆録されたアイヌ文学は金田一に宛てたものと重複するものもあるが、真志保宛のものの方が圧倒的に長い。1934年3月に久保寺逸彦がマツを訪れて、マツが語るユカㇻ・ヤイサマ・ウポポを録音した。1937年1月までに金田一から贈られたノートに84篇目のユカㇻを執筆した。
1944年頃から、リウマチが悪化したため筆録を一時中断するが、1945年から自らノートを購入して筆録を再開する。筆録は7篇315ページに及び、金田一に送られた。1947年にも金田一宛にユカㇻとウエペケㇾを1篇ずつ送るが、この頃の字はインクがにじんで読みにくくなっている。なお、マツが金田一に宛てて記したノート（金成マツノート）は約1万5千ページ。113曲に及ぶ。同年9月にはコロムビアレコードの『アイヌ歌謡集』の収録でヤイサマやユカㇻを語った。
1956年11月3日に、文化財保護審議会は「アイヌのユーカラ」を文化財保護法に基づく「記録作成等の措置を講ずべき無形の民俗文化財」に選択した。その伝承地域等を「金成マツの伝承するユーカラ」とした。当時の新聞はマツのことを「生きたアイヌ民族資料」と形容して報じた。同年に紫綬褒章を受章。
1957年に、國學院大學がマツが筆録した『金成マツノート』をマイクロフィルムに収める。1959年にマツ筆録・金田一京助注釈『アイヌ叙事詩ユーカラ集Ⅰ』が刊行。1961年2月、NHKラジオで『日本のどこかで-ユーカラに生きる金成マツ』が放送される。同年4月6日に登別で老衰のためマツが亡くなる。享年85歳。翌日にNHKラジオが追悼番組を放送された。墓（金成マツの碑）は知里家墓地の幸恵の墓の隣に建立されている。

## 金成マツノート
マツが金田一京助の為に筆録したノートは、『金成マツノート』と呼ばれる。マツの筆録はローマ字によるアイヌ語で行われた。蓮池悦子は「マツは、幸恵が味わったような二言語間の憶悩を味わわずに済んだであろう」と評している。『金成マツノート』は総ページ数1万2530ページ、総曲数113曲に及び、金田一はこれを翻訳して『アイヌ叙事詩ユーカラ集』として7集を刊行した。『金成マツノート』は金田一家に保管されていたが、金田一京助の3回忌（1974年）を期に金田一春彦が平取町立二風谷アイヌ文化資料館（現在の萱野茂二風谷アイヌ資料館）に寄贈した。『金成マツノート』は萱野茂によって翻訳が続けられ1982年より毎年報告書が刊行された。萱野の死後は蓮池悦子、萱野志朗、切替英雄らによる翻訳が続けられ、報告書が毎年刊行されている。
なお、知里真志保のためにマツが筆録したノートは北海道立文学館に収蔵されている。

## 出版物
- ユーカラ集〈第1〉―アイヌ叙事詩, 三省堂, 1959

## 家族・親族
- 姪で養女の知里幸恵は、『アイヌ神謡集』の著者。
- 甥の知里真志保は、アイヌ語の言語学者、北海道大学名誉教授。
- 従兄弟の金成太郎は、愛隣学校の教師、アイヌ初の伝道者。
- 伯母婿の金成喜蔵は、実業家、愛隣学校の創設者。幌別アイヌの長老。
- 大姪の横山むつみは、アイヌ文化伝承者、知里幸恵 銀のしずく記念館初代館長。